# Jacknife Lee
Garret Noel "Jacknife" Lee, znany również jako Jack Planck – irlandzki producent muzyczny i twórca remiksów. Zdobywca nagrody Nagrody Grammy. Współpracował z wieloma znanymi artystami, tj. U2, R.E.M., Snow Patrol, Bloc Party, The Hives, Weezer, Vega4 oraz Editors.

## Współpraca

### Albumy wykonawców
- Weezer - Raditude (2009)
- Snow Patrol - A Hundred Million Suns (2008)
- Bloc Party - Intimacy (2008) (Współwyprodukowane z Paulem Epworthem)
- Weezer - The Red Album (2008)
- Hadouken! - Music For An Accelerated Culture (2008)
- R.E.M. - Accelerate (2008)
- PlayRadioPlay - Texas (2008)
- The Hives - The Black and White Album (2007)
- Editors - An End Has A Start (2007)
- Bloc Party - A Weekend in the City (2007)
- Snow Patrol - Eyes Open (2006)
- Vaux - Beyond Virtue, Beyond Vice (2006)
- Vega4 - You and Others (2006)
- Kasabian - Kasabian (2004)
- U2 - How to Dismantle an Atomic Bomb (2004)
- Aqualung - Still Life (2004)
- Snow Patrol - Final Straw (2003)
- 28 Days Later OST Enhanced - Ave Maria (2002)
- The Cars - Move Like This (2011)

### Single
- Weezer - Troublemaker (2008)
- Bloc Party - Mercury (2008)
- Weezer - Pork and Beans (2008)
- The Hives - Tick, Tick, Boom (2007)
- Bloc Party - Flux (2007)
- Snow Patrol - Signal Fire (2007)
- Green Day & U2 - The Saints Are Coming (2007)
- Editors - Bullets (2006)
- Kasabian - Reason Is Treason (Jacknife Lee Mix) (2004)

## Nagrody i osiągnięcia
- Nagroda Grammy 2006 - z współpracę z U2 przy tworzeniu albumu "How to Dismantle an Atomic Bomb" - najlepszy rockowy album i najlepszy rockowy utwór - "City Of Blinding Lighs"